# Kleine Laak (Laakdal)

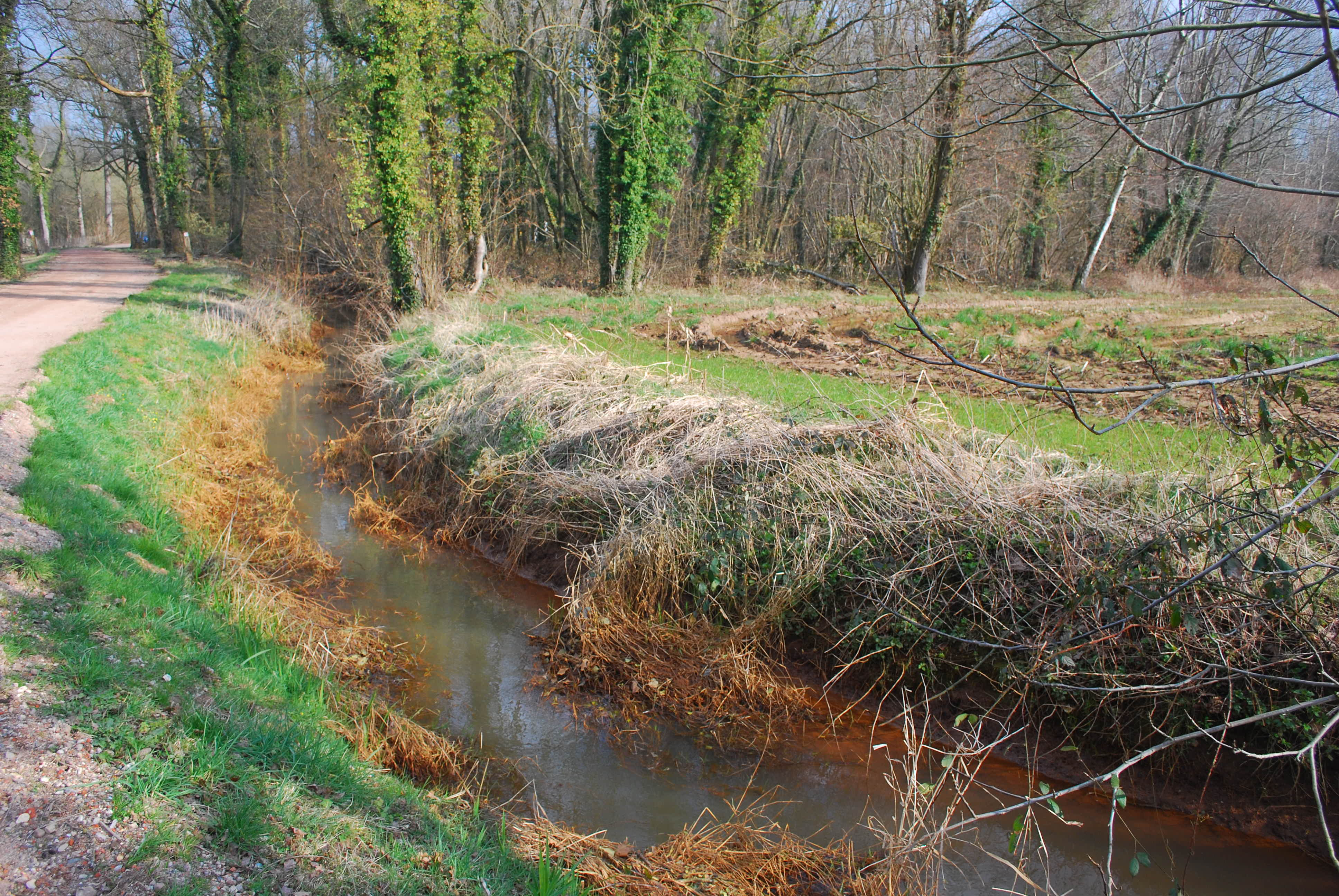
Kleine Laak tussen Vorst and Eindhout

De Kleine Laak is een zijriviertje van de Grote Laak. Tezamen met de Grote Laak gaf deze beek zijn naam aan de Antwerpse gemeente Laakdal. 

## Loop
De Kleine Laak stroomt tussen Vorst en Eindhout en mondt verder westelijk tussen Veerle en Zammel uit in de Grote Laak.

## Trivia
- De naam Kleine Laak, wat zoveel betekent als 'kleine waterloop'  komt meer voor. Ook in Westerlo even verderop is een rivier met dezelfde naam.